# Эстония на «Евровидении-2014»
Эстония участвовала на конкурсе песни Евровидение 2014 в Копенгагене, Дания. Участника выбирали на национальном отборе Eesti Laul 2014, организованный Эстонской общественной телерадиовещательной корпорацией. Эстонию на конкурсе песни Евровидение 2014 представила Таня с песней "Amazing", которой не удалось пройти из полуфинала в финал, заняв 12-е место и набрав 36 баллов.

## Национальный отбор
Eesti Laul 2014 стал 6-м национальным отбором, в данном случае на конкурс песни Евровидение 2014. Он состоял из двух полуфиналов, которые состоялись 14 и 21 февраля 2014 года соответственно, и финала, который состоялся 1 марта 2014  года. В финал вошли лучшие 10 песен из двух полуфиналов. Весь отбор вещался ETV и онлайн на сайте err.ee. Финал также транслировался онлайн на официальном сайте конкурса песни Евровидение.eurovision.tv..

### Формат
Формат национального отбора состоит из двух полуфиналов и финала. Полуфиналы состоялись 14 и 21 февраля 2014 года соответственно, а финал — 1 марта 2013 года. Все песни участвовали в полуфиналах, и лишь те, которые вошли в пятёрку сильнейших в обоих полуфиналах, прошли в финал. Результаты полуфиналов были определены с помощью жюри и телезрителей в соотношении 50/50. Победитель в финале определялся в два раунда. В первом раунде определялись две лучшие песни  с помощью жюри и телезрителей в соотношении 50/50, а в суперфинале посредством телеголосования определялся победитель.

### Участники
2 октября 2013 года Эстонская общественная телерадиовещательная корпорация открыла приём заявок артистов и композиторов и их записей песен до 9 декабря 2013 года. Все артисты и композиторы должны были иметь эстонское гражданство или быть резидентами Эстонии. Всего было 189 добровольцев, чем был побит рекорд 2012 года (159 добровольцев). Жюри из 11 членов отобрали лучших 20 артистов с их песнями, которые были объявлены на развлекательной программе Ringvaade 13 декабря 2013 года. В жюри вошли Маарья-Лийс Илус (певица), Янек Мурд (музыкант), Эрик Морна (радио 2, руководитель отдела музыки), Сиим Нестор (музыкальный критик), Каупо Карельсон (телепродюсер), Вальнер Вальме (музыкальный критик), Тауно Анйтс (композитор), Ингрид Котла (музыкальный редактор), Ове Петерсель (главный редактор радио Elmar), Тоомас Пуна (программный директор радио Sky+) и Костя Трубецки (музыкант).
Из всех участников национального отбора были Лаури Пихлап, который в составе группы 2XL вместе с Дэйвом Бентоном и Танелем Падаром представлял Эстонию на конкурсе песни Евровидение 2001; Ленна Куурмаа, которая в составе группы Vanilla Ninja представила Швейцарию на конкурсе песни Евровидение 2005 и Сандра Нурмсалу, которая с группой Urban Symphony представляла Эстонию на конкурсе песни Евровидение 2009. August Hunt, Kadri Koppel (Maiken), Kõrsikud, Liisi Koikson, Norman Salumäe, Sofia Rubina, Таня, Traffic и Туули Ранд (в составе VÖÖRAD) — все они участвовали в предыдущих конкурсах Eesti Laul. За несколько недель до начала конкурса все полуфиналисты представили свои песни в утренней программе ETV Terevisioon.
| Артист                      | Песня                    | Язык       | Перевод                          | Композитор(ы)                                  |
| --------------------------- | ------------------------ | ---------- | -------------------------------- | ---------------------------------------------- |
| August Hunt                 | "Kus on EXIT?"           | Эстонский  | "Где ВЫХОД?"                     | August Hunt                                    |
| Brigita Murutar             | "Laule täis taevakaar"   | Эстонский  | "Небо, полное песен"             | Rainer Michelson, Feliks Kütt                  |
| Kõrsikud                    | "Tule ja jää"            | Эстонский  | "Приди и останься / Огонь и лед" | Kõrsikud                                       |
| Лаури Пихлап                | "Lootus"                 | Эстонский  | "Надежда"                        | Лаури Пихлап                                   |
| Ленна Куурмаа               | "Supernoova"             | Эстонский  | "Сверхновая"                     | Михкель Рауд                                   |
| Maiken                      | "Siin või sealpool maad" | Эстонский  | "Здесь или на другой стороне"    | Kadri Koppel                                   |
| Maltised                    | "Elu"                    | Эстонский  | "Жизнь"                          | Jakko Maltis                                   |
| MiaMee                      | "Fearful Heart"          | Английский | "Страшное сердце"                | Liina Saar, Liisi Koikson                      |
| Nimmerschmidt               | "Sandra"                 | Эстонский  | "Сандра"                         | Fredy Schmidt, Andero Nimmer, Merilyn Merisalu |
| Nion                        | "Muud pole vaja"         | Эстонский  | "Больше ничего не нужно"         | Karl Kanter, Keit Triisa, Marilyn Jurman       |
| Norman Salumäe              | "Search"                 | Английский | "Ищи"                            | Norman Salumäe                                 |
| Сандра Нурмсалу             | "Kui tuuled pöörduvad"   | Эстонский  | "Когда ветер поворачивает"       | Свен Лыхмус                                    |
| София Рубина                | "City Lights"            | Английский | "Огни города"                    | Priit Juurmann, София Рубина                   |
| State of Zoe                | "Solina"                 | Английский | "Солина"                         | Anneliis Kits, Sander Mölder                   |
| Super Hot Cosmos Blues Band | "Maybe-Maybe"            | Английский | "Может быть"                     | Mati Sütt, Janno Reim                          |
| Таня                        | "Amazing"                | Английский | "Восхитительно"                  | Timo Vendt, Татьяна Михайлова                  |
| The Titles                  | "Flame"                  | Английский | "Пламя"                          | Rasmus Lill, Markus Rafael Nylund              |
| Traffic                     | "Für Elise"              | Немецкий   | "Для Элизы"                      | Стиг Ряста, Silver Laas                        |
| VÖÖRAD                      | "Maailm on hull"         | Эстонский  | "Мир сошел с ума"                | Priit Uustulnd, Meiko Humal                    |
| Wilhelm                     | "Resignal"               | Английский | "Признак"                        | Lauri Kadalipp                                 |

1.↑  Название песни группы Kõrsikud является игрой слов с двумя омонимами.

### 1-й полуфинал
1-й полуфинал состоялся 14 февраля 2014 года, провели его Хелен Сюрье и Генрих Кальмет с дополнительными комментариями Индреком Вахеойа и Пеетером Ойа. Живая часть шоу была проведена в студии Эстонской общественной телерадиовещательной корпорацией в Таллине, где артисты ожидали результатов своих выступлений, которые были сняты ранее и экранизированы 6 и 9 февраля. Из 10 песен в финал прошли песни, вошедшие в пятёрку сильнейших. Всего от жюри и телезрителей было получено 12,382 голосов. В жюри 1-го полуфинала входили Неле-Лиис Вайксоо, Вальнер Вальме, Анна Пылдвее, Олав Осолин, Хейни Вайкмаа, Март Ниинесте, Эрик Морна, Ове Петерсель, Эльс Химма, Лиис Лемсалу и Тауно Айнтс.
| 1-й полуфинал – 14 февраля 2014 | 1-й полуфинал – 14 февраля 2014 | 1-й полуфинал – 14 февраля 2014 | 1-й полуфинал – 14 февраля 2014 | 1-й полуфинал – 14 февраля 2014  | 1-й полуфинал – 14 февраля 2014 | 1-й полуфинал – 14 февраля 2014 | 1-й полуфинал – 14 февраля 2014 | 1-й полуфинал – 14 февраля 2014 | 1-й полуфинал – 14 февраля 2014 |
| Номер                           | Артист                          | Песня                           | Язык                            | Перевод                          | Жюри                            | Телеголосование                 | Телеголосование                 | Всего                           | Место                           |
| ------------------------------- | ------------------------------- | ------------------------------- | ------------------------------- | -------------------------------- | ------------------------------- | ------------------------------- | ------------------------------- | ------------------------------- | ------------------------------- |
| 1                               | Таня                            | "Amazing"                       | Английский                      | "Восхитительно"                  | 7                               | 3079                            | 10                              | 17                              | 2                               |
| 2                               | The Titles                      | "Flame"                         | Английский                      | "Пламя"                          | 4                               | 312                             | 2                               | 6                               | 8                               |
| 3                               | Wilhelm                         | "Resignal"                      | Английский                      | "Признак"                        | 6                               | 1065                            | 6                               | 12                              | 5                               |
| 4                               | State of Zoe                    | "Solina"                        | Английский                      | "Солина"                         | 5                               | 235                             | 1                               | 6                               | 9                               |
| 5                               | Nimmerschmidt                   | "Sandra"                        | Эстонский                       | "Сандра"                         | 3                               | 506                             | 4                               | 7                               | 6                               |
| 6                               | VÖÖRAD                          | "Maailm on hull"                | Эстонский                       | "Мир сошел с ума"                | 1                               | 948                             | 5                               | 6                               | 7                               |
| 7                               | Super Hot Cosmos Blues Band     | "Maybe-Maybe"                   | Английский                      | "Может быть"                     | 8                               | 2676                            | 9                               | 17                              | 3                               |
| 8                               | August Hunt                     | "Kus on EXIT?"                  | Эстонский                       | "Где ВЫХОД?"                     | 2                               | 462                             | 3                               | 5                               | 10                              |
| 9                               | Kõrsikud                        | "Tule ja jää"                   | Эстонский                       | "Приди и останься / Огонь и лед" | 9                               | 1460                            | 7                               | 16                              | 4                               |
| 10                              | Ленна Куурмаа                   | "Supernoova"                    | Эстонский                       | "Сверхновая"                     | 10                              | 1639                            | 8                               | 18                              | 1                               |

### 2-й полуфинал
2-й полуфинал состоялся 21 февраля 2014 года, провели его Хелен Сюрье и Генрих Кальмет с дополнительными комментариями Индрека Вахеойа и Марта Юура. Живая часть шоу была проведена в студии Эстонской общественной телерадиовещательной корпорацией в Таллине, где артисты ожидали результатов своих выступлений, которые были сняты ранее и экранизированы 6 и 9 февраля. Из 10 песен в финал прошли песни, вошедшие в пятёрку сильнейших. Всего от жюри и телезрителей было получено 11,767 голосов. В жюри 2-го полуфинала входили Неле-Лиис Вайксоо, Вальнер Вальме, Анна Пылдвее, Олав Осолин, Хейни Вайкмаа, Март Ниинесте, Эрик Морна, Ове Петерсель, Эльс Химма, Лиис Лемсалу и Тауно Айнтс.
| 2-й полуфинал – 21 февраля 2014 | 2-й полуфинал – 21 февраля 2014 | 2-й полуфинал – 21 февраля 2014 | 2-й полуфинал – 21 февраля 2014 | 2-й полуфинал – 21 февраля 2014 | 2-й полуфинал – 21 февраля 2014 | 2-й полуфинал – 21 февраля 2014 | 2-й полуфинал – 21 февраля 2014 | 2-й полуфинал – 21 февраля 2014 | 2-й полуфинал – 21 февраля 2014 |
| Номер                           | Артист                          | Песня                           | Язык                            | Перевод                         | Жюри                            | Телеголосование                 | Телеголосование                 | Всего                           | Место                           |
| ------------------------------- | ------------------------------- | ------------------------------- | ------------------------------- | ------------------------------- | ------------------------------- | ------------------------------- | ------------------------------- | ------------------------------- | ------------------------------- |
| 1                               | Norman Salumäe                  | "Search"                        | Английский                      | "Ищи"                           | 9                               | 958                             | 6                               | 15                              | 3                               |
| 2                               | Лаури Пихлап                    | "Lootus"                        | Эстонский                       | "Надежда"                       | 5                               | 620                             | 3                               | 8                               | 8                               |
| 3                               | Nion                            | "Muud pole vaja"                | Эстонский                       | "Больше ничего не нужно"        | 4                               | 834                             | 5                               | 9                               | 6                               |
| 4                               | Maltised                        | "Elu"                           | Эстонский                       | "Жизнь"                         | 1                               | 720                             | 4                               | 5                               | 9                               |
| 5                               | София Рубина                    | "City Lights"                   | Английский                      | "Огни города"                   | 3                               | 379                             | 1                               | 4                               | 10                              |
| 6                               | MiaMee                          | "Fearful Heart"                 | Эстонский                       | "Жизнь"                         | 7                               | 397                             | 2                               | 9                               | 7                               |
| 7                               | Traffic                         | "Für Elise"                     | Немецкий                        | "Для Элизы"                     | 10                              | 1717                            | 8                               | 18                              | 2                               |
| 8                               | Maiken                          | "Siin või sealpool maad"        | Эстонский                       | "Здесь или на другой стороне"   | 6                               | 1321                            | 7                               | 13                              | 4                               |
| 9                               | Сандра Нурмсалу                 | "Kui tuuled pöörduvad"          | Эстонский                       | "Когда ветер поворачивает"      | 8                               | 2662                            | 10                              | 18                              | 1                               |
| 10                              | Brigita Murutar                 | "Laule täis taevakaar"          | Эстонский                       | "Небо, полное песен"            | 2                               | 2159                            | 9                               | 11                              | 5                               |

### Финал
Финал состоялся 1 марта 2014 года в Nokia Concert Hall в Таллине, провели его Марко Рейкоп и Генрих Кальмет. В финал прошли 10 песен, по пять из обоих полуфиналов. В первом раунде голосовали жюри и телезрители (соотношение 50/50), отобрав две лучшие песни. Две из них, занявшие первые два места в первом раунде, проходят в суперфинал, где определяется победитель. Ими стали "Maybe-Maybe" в исполнении группы Super Hot Cosmos Blues Band и "Amazing" в исполнении Тани. Публичное голосование в первом раунде зарегистрировало 52,190 голосов. В суперфинале победила Таня с песней Amazing". Публичное голосование в суперфинале зарегистрировало 59,347 голосов. В дополнение в интервал-актах выступили Отт Лепланд и Биргит Ыйгемеэль, представившие Эстонию на конкурсе песни Евровидение 2012 и 2013 соответственно. В жюри вошли Маарья-Лийс Илус, Эрки Пярнойа, Рольф Роосалу, Геттер Яани, Сиим Нестор, Отт Лепланд, Койт Раудсепп, Эльс Химма, Лесли Да Басс, Сиири Сисаск и Тынис Мяги.
| Финал – 1 марта 2014 | Финал – 1 марта 2014        | Финал – 1 марта 2014     | Финал – 1 марта 2014 | Финал – 1 марта 2014             | Финал – 1 марта 2014 | Финал – 1 марта 2014 | Финал – 1 марта 2014 | Финал – 1 марта 2014 | Финал – 1 марта 2014 | Финал – 1 марта 2014 |
| Номер                | Артист                      | Песня                    | Язык                 | Перевод                          | Жюри                 | Жюри                 | Телеголосование      | Телеголосование      | Всего                | Место                |
| -------------------- | --------------------------- | ------------------------ | -------------------- | -------------------------------- | -------------------- | -------------------- | -------------------- | -------------------- | -------------------- | -------------------- |
| 1                    | Brigita Murutar             | "Laule täis taevakaar"   | Эстонский            | "Небо, полное песен"             | 22                   | 1                    | 2965                 | 6                    | 7                    | 7                    |
| 2                    | Traffic                     | "Für Elise"              | Немецкий             | "Для Элизы"                      | 71                   | 8                    | 5433                 | 7                    | 15                   | 3                    |
| 3                    | Norman Salumäe              | "Search"                 | Английский           | "Ищи"                            | 58                   | 5                    | 2347                 | 4                    | 9                    | 6                    |
| 4                    | Wilhelm                     | "Resignal"               | Английский           | "Признак"                        | 60                   | 6                    | 1525                 | 1                    | 7                    | 9                    |
| 5                    | Ленна Куурмаа               | "Supernoova"             | Эстонский            | "Сверхновая"                     | 82                   | 9                    | 2941                 | 5                    | 14                   | 4                    |
| 6                    | Super Hot Cosmos Blues Band | "Maybe-Maybe"            | Английский           | "Может быть"                     | 98                   | 10                   | 11940                | 10                   | 20                   | 1                    |
| 7                    | Maiken                      | "Siin või sealpool maad" | Эстонский            | "Здесь или на другой стороне"    | 51                   | 3                    | 1769                 | 2                    | 5                    | 10                   |
| 8                    | Kõrsikud                    | "Tule ja jää"            | Эстонский            | "Приди и останься / Огонь и лед" | 58                   | 4                    | 2256                 | 3                    | 7                    | 8                    |
| 9                    | Таня                        | "Amazing"                | Английский           | "Восхитительно"                  | 60                   | 7                    | 10580                | 9                    | 16                   | 2                    |
| 10                   | Сандра Нурмсалу             | "Kui tuuled pöörduvad"   | Эстонский            | "Когда ветер поворачивает"       | 45                   | 2                    | 10434                | 8                    | 10                   | 5                    |

| Подробное голосование жюри | Подробное голосование жюри | Подробное голосование жюри | Подробное голосование жюри | Подробное голосование жюри | Подробное голосование жюри | Подробное голосование жюри | Подробное голосование жюри | Подробное голосование жюри | Подробное голосование жюри | Подробное голосование жюри | Подробное голосование жюри | Подробное голосование жюри | Подробное голосование жюри |
| Номер                      | Песня                      | М. Илус                    | Э. Пярнойа                 | Р. Роосалу                 | Г. Яани                    | С. Нестор                  | О. Лепланд                 | К. Раудсепп                | Э. Химма                   | Л. Да Басс                 | С. Сисаск                  | Т. Мяги                    | Всего                      |
| -------------------------- | -------------------------- | -------------------------- | -------------------------- | -------------------------- | -------------------------- | -------------------------- | -------------------------- | -------------------------- | -------------------------- | -------------------------- | -------------------------- | -------------------------- | -------------------------- |
| 1                          | "Laule täis taevakaar"     | 1                          | 2                          | 2                          | 3                          | 2                          | 1                          | 1                          | 1                          | 7                          | 1                          | 1                          | 22                         |
| 2                          | "Für Elise"                | 10                         | 6                          | 6                          | 8                          | 8                          | 2                          | 2                          | 8                          | 10                         | 3                          | 8                          | 71                         |
| 3                          | "Search"                   | 8                          | 4                          | 7                          | 2                          | 10                         | 8                          | 4                          | 4                          | 1                          | 5                          | 5                          | 58                         |
| 4                          | "Resignal"                 | 5                          | 8                          | 5                          | 1                          | 7                          | 7                          | 3                          | 6                          | 6                          | 6                          | 6                          | 60                         |
| 5                          | "Supernoova"               | 6                          | 10                         | 4                          | 10                         | 6                          | 5                          | 7                          | 9                          | 8                          | 8                          | 9                          | 82                         |
| 6                          | "Maybe-Maybe"              | 9                          | 9                          | 9                          | 9                          | 5                          | 9                          | 9                          | 10                         | 9                          | 10                         | 10                         | 98                         |
| 7                          | "Siin või sealpool maad"   | 3                          | 3                          | 8                          | 7                          | 1                          | 10                         | 6                          | 5                          | 2                          | 4                          | 2                          | 51                         |
| 8                          | "Tule ja jää"              | 7                          | 7                          | 3                          | 5                          | 9                          | 3                          | 5                          | 7                          | 3                          | 2                          | 7                          | 58                         |
| 9                          | "Amazing"                  | 4                          | 5                          | 10                         | 6                          | 3                          | 6                          | 8                          | 3                          | 5                          | 7                          | 3                          | 60                         |
| 10                         | "Kui tuuled pöörduvad"     | 2                          | 1                          | 1                          | 4                          | 4                          | 4                          | 10                         | 2                          | 4                          | 9                          | 4                          | 45                         |

| Суперфинал – 1 марта 2014 | Суперфинал – 1 марта 2014   | Суперфинал – 1 марта 2014 | Суперфинал – 1 марта 2014 | Суперфинал – 1 марта 2014 | Суперфинал – 1 марта 2014 | Суперфинал – 1 марта 2014 |
| Номер                     | Артист                      | Песня                     | Язык                      | Перевод                   | Телеголосование           | Всего                     |
| ------------------------- | --------------------------- | ------------------------- | ------------------------- | ------------------------- | ------------------------- | ------------------------- |
| 1                         | Super Hot Cosmos Blues Band | "Maybe-Maybe"             | Английский                | "Может быть"              | 26918 (47%)               | 2                         |
| 2                         | Таня                        | "Amazing"                 | Английский                | "Восхитительно"           | 30354 (53%)               | 1                         |

## Евровидение 2014
Эстония выступила в 1-м полуфинале, 6 мая 2014 года, под 3-м номером.  Эстония не смогла пройти в финал, заняв 12-е место и получив 36 баллов.
На конкурсе вместе с Танец присутствовали танцор Арго Лиик и три бэк-вокалиста: Kaire Vilgats, Marvi Vallaste and Marilin Kongo. Эстонские участники Таня и Арго Лиик выступили с современными танцевальными движениями. LED-экраны перешли от выступов деревянных полов и деревянных оконных рам с кирпичной отделкой к летящим птицам и движущимся линиям.
В Эстонии оба полуфинала и финал транслировались ETV, комментировал Марко Рейкоп. Также 1-й полуфинал и финал транслировались на радио Raadio 2, комментировали Март Юур и Андрюс Кивиряхк. В финале результаты голосования Эстонии объявлял Лаури Пихлап.

### Результаты голосования за Эстонию
| Результаты голосования за Эстонию (1-й полуфинал) | Результаты голосования за Эстонию (1-й полуфинал) | Результаты голосования за Эстонию (1-й полуфинал) | Результаты голосования за Эстонию (1-й полуфинал) | Результаты голосования за Эстонию (1-й полуфинал) |
| 12 баллов                                         | 10 баллов                                         | 8 баллов                                          | 7 баллов                                          | 6 баллов                                          |
| ------------------------------------------------- | ------------------------------------------------- | ------------------------------------------------- | ------------------------------------------------- | ------------------------------------------------- |
|                                                   | - Латвия                                          |                                                   |                                                   |                                                   |
| 5 баллов                                          | 4 балла                                           | 3 балла                                           | 2 балла                                           | 1 балл                                            |
| - Армения - Азербайджан - Исландия - Швеция       | - Франция                                         |                                                   | - Испания                                         |                                                   |

### Баллы, данные Эстонией
| 12 баллов | Нидерланды  |
| 10 баллов | Украина     |
| 8 баллов  | Венгрия     |
| 7 баллов  | Швеция      |
| 6 баллов  | Латвия      |
| 5 баллов  | Армения     |
| 4 балла   | Азербайджан |
| 3 балла   | Сан-Марино  |
| 2 балла   | Исландия    |
| 1 балл    | Россия      |

| 12 баллов | Нидерланды |
| 10 баллов | Швеция     |
| 8 баллов  | Украина    |
| 7 баллов  | Венгрия    |
| 6 баллов  | Финляндия  |
| 5 баллов  | Армения    |
| 4 балла   | Австрия    |
| 3 балла   | Норвегия   |
| 2 балла   | Испания    |
| 1 балл    | Россия     |